# Даур (хребет)
Даур — один из трёх небольшиx островных горных хребтов (наряду с хребтами Большие Чурки и Ульдура) Еврейской автономной области.
Расположен в её южной части (Ленинский р-н). Практически со всех сторон хребет окружает низменная, сильно заболоченная и большей частью безлесая Среднеамурская низменность с высотами 55-60 м выше уровня моря. Даур вытянут с юго-запада на северо-восток. С хребтом Большие Чурки его соединяет небольшой узкий кряж. Максимальная точка хребта — гора Даур высотой 674 метра. Ввиду небольшой площади хребта, крупных рек на нём нет, однако в сторону рр. Амур, Унгун и Биджан стекают некоторые речки и ручьи. В нижнем ярусе хребта преобладают широколиственные леса муссонного типа, на вершине горы Даур их сменяют хвойные. На склонах хребта встречается редкий вид солонгой, некоторые редкие виды хищных птиц и бабочек.